# Encalypta apophysata
Encalypta apophysata är en bladmossart som beskrevs av Christian Gottfried Daniel Nees von Esenbeck och Hornschuch 1827. Encalypta apophysata ingår i släktet klockmossor, och familjen Encalyptaceae. Inga underarter finns listade i Catalogue of Life.